# Менча Кърничева
Мелпомена Димитрова Кърничева, известна още като Менча Кърничиу или Кармен, е деятелка на Вътрешната македонска революционна организация, съпруга на Иван Михайлов.

## Биография
Менча Кърничева е родена в Крушево в българеещо се арумънско семейство, бащата на баба ѝ е българин, бил е български свещеник в Крушево, убит е от турците. Баща ѝ работи като сарафин в София, а по-късно и в Цариброд. Малката Менча се преселва с майка си при него след потушаването на Илинденско-Преображенкото въстание през 1903 година. През септември 1918 година заминава да учи в Мюнхен, но след края на Първата световна война прекратява образованието си и се връща в България. Включва се в женското движение на македонската емиграция и влиза в кръга на Тодор Паница. Постепенно се разочарова от Паница, тъй като смята връзките му с Коминтерна и Кралството на сърби, хървати и словенци за пагубни за българското дело в Македония. Преориентира се към дясното крило във ВМРО след като е отвлечена, изтезавана и разпитвана и на 15 март 1924 година влиза в организацията и самостоятелно взима решение да убие Тодор Паница, за което е подготвена от Дончо Чупаринов и Петър Станчев.
На 8 май 1925 година във Виенския Бургтеатър Кърничева застрелва в гръб Паница и ранява жена му Екатерина Измирлиева и телохранителя Яне Богатинов. Така чрез терористичен акт е изпълнена присъдата, издадена от ВМРО заради убийството на Борис Сарафов и Иван Гарванов и обслужването на чужди интереси в македонските дела от Паница. Убийството предизвиква огромен отзвук в Европа. Менча е арестувана и първите ѝ думи след убийството са: „Той бе един лош македонец“. След бурен процес Менча Кърничева е осъдена на 8 години затвор — най-малкото наказание за убийство в Република Австрия, предвид тежкото ѝ здравословно състояние. Но Върховният съд на Австрия я обявява за неспособна да излежи наказанието си заради тежката туберкулоза, бъбречно заболяване и ревматизъм, от които Менча страда от детство, и в края на 1925 година тя е освободена и екстернирана от Австрия.
Във връзка с убийството на Тодор Паница във Виена през 1925 г. е проверяван и Георги Хазнатарски по информация за още стрелци по Паница от други ложи на театъра. Дълго време в Държавна сигурност са работили по информацията, че Тома Радовски и Георги (Гогата) Хазнатарски също са участвали в стрелбата в подкрепа на Менча Кърничева. За австрийската полиция е било малко вероятно едно слабо и болнаво девойче да извърши убийство от такъв мащаб. Тома Радовски и Георги Хазнатарски се прибират с параход по Дунав в България. Хазнатарски донася в Чучулигово първото дръвче липа от Виена. Сега цялото село и съседните села имат големи липи. По въпроса за убийството на Тодор Паница във Виена Иван Михайлов не дава никакви подробности, единствено отбелязва, че за пред съда във Виена са били подготвени да дадат показания неврокопския турчин Шех Сали ефенди и бившите санданисти Гогата Полски, Таско Стоилков и Георги Поцков. От написаното не става ясно дали тези подготвени свидетели са били във Виена или не. „Уместно е да споменем кои бяха лицата, готови да свидетелствуват срещу Паница, които Виенският съд не допусна.“ По-долу за Гогата Полски, който всъщност е Гогата Хазнатарски, Иван Михайлов отбелязва следното: „Гогата Полски от с. Хазнатар, Сярско. Като някогашен санданист и познат на Паница, дал би верни черти за делата му. Гогата е бивал и нелегален в турско време, а по-късно и войвода.“
Вестник „Кориере де ла сера“ съобщава един интересен факт, свързан с Владо Черноземски и Менча Кърничева. Един ден Менча Кърничева ударила плесница на един млад македонец. Последният извадил револвера си и бил готов да стреля. В това време Черноземски се хвърлил върху младежа, хванал го за гушата и щял да го удуши.
На 25 декември 1926 година Менча Кърничева се омъжва за Иван Михайлов, когото след 1934 година следва в емиграция - Турция, Полша, Унгария. През 1941 година се установяват в столицата на Независимата хърватска държава Загреб, а през 1944 година в присъединената за кратко Македония — в Скопие. След 1945 година остава до смъртта си през 1964 година с Иван Михайлов в Рим.
Историкът Щефан Трьобст определя Менча Кърничева и други дейци на ВМРО като терористи.